# Меньшиков, Борис Николаевич
Борис Николаевич Меньшиков (1941 — 4 апреля 2008) — бригадир проходчиков рудника «Комсомольский» (Таймыр), Герой Социалистического Труда (1985).

## Биография
В 1957 окончил Шегарскую[уточнить] школу в Томской области. В 1959 году уехал в Норильск.
Работал в шахтоуправлении «Заполярный» на угольных шахтах горнорабочим очистного забоя, крепильщиком, кондуктором-плитовым и проходчиком.
С 1970 до начала 1990-х гг. — бригадир проходчиков на руднике «Комсомольский», куда его перевели в связи с пуском предприятия.
12 июля 1985 года коллектив НГМК в честь 50-летия комбината награждён орденом Октябрьской Революции. Звание Героя Социалистического Труда присвоено пятерым его работникам. В их числе - бригадир проходческой бригады участка №14 рудника «Комсомольский» Борис Меньшиков.
В 1986 году избирался делегатом XXVII съезда КПСС.
После выхода на пенсию переехал в Калужскую область, жил в селе Волковское Тарусского района.
Скоропостижно умер 4 апреля 2008 г. на 68-м году жизни.
Семья: жена, четверо  детей.

## Награды
- Герой Социалистического Труда — указ Президиума Верховного Совета СССР № 2787-XI от 8 июля 1985 г.
- Почетный горняк, награждён тремя орденами.